# Futschi
 (juillet 2021).
Le Futschi, également appelé Fudschi, est un cocktail alcoolisé (long drink) à base de coca et de brandy (également brandy blend). Le Futschi est principalement proposé dans les pubs de Berlin, Allemagne. Jusqu'à la réunification, le Futschi était considéré comme une boisson typique de Berlin-Ouest. Sous d'autres noms, le mélange de coca et de brandy était ou est également connu dans le reste de l'Allemagne et dans d'autres pays.

## Histoire
Le nom est probablement dérivé de l'argot futschikato qui signifie « perdu », « cassé ».
Dans les contextes littéraires, le Futschi est généralement mentionné pour évoquer dans l'esprit du lecteur l'image d'une scène de bar berlinois prolétaire. Par exemple, dans un texte publié dans le livre Kursbuch de 1978, on peut lire : « Vous êtes dans une discothèque quelque part... entrez, asseyez-vous, buvez votre Futschi ou quelque chose comme ça », ou dans un roman de 1996 : « Pas une bière, pas un Futschi, pas un champagne, un thé » ou « Son visage était pâle, reflétant la lumière bleu-rouge des néons publicitaires derrière le comptoir. N Futschi, Klaus, dit-elle en fouillant dans les poches de sa veste en cuir » du roman Und willst du nicht mein Bruder sein,,,.
Dans le morceau Der durch die Scheibeboxxxer de l'album Urlaub fürs Gehirn du groupe de rap allemand K.I.Z, il est également mentionné : « Hé, il te reste encore un peu de temps, il y a encore quelques Futschi ici ! »
Les visites guidées ironiques et comiques du Bronx von Berlin - c'est-à-dire des quartiers berlinois tels que Neukölln ou Britz - s'arrêtent pour déguster un Futschi « dans les règles de l'art » ou sont immédiatement désignées par le terme Futschi Tour,. Symboliquement, un rapport sur l'embourgeoisement de Prenzlauer Berg est intitulé Der letzte Futschi (« Le dernier Futschi »).
La Futschi a acquis une plus grande notoriété grâce aux émissions de Kurt Krömer. Dans le Kurt Krömer - die Internationale Show et le Krömer - Late Night Show, le Futschi est volontiers recommandé par le présentateur à ses invités célèbres comme une boisson culte, avec comme description « La boisson nationale de Neukölln ». Selon Krömer, « un mélange à 80/20 - 80 % de brandy et 20 % de coca » est meilleur,.
D'après une liste publiée par le Süddeutsche Zeitung, Futschi est l'une des 100 raisons d'« aimer Berlin ».